# 乔治·艾莱瓦
乔治·艾莱瓦（1892年1月13日—1937年7月10日）是一位格鲁吉亚裔苏联微生物学家，是噬菌體治療的先驱之一，1937年受大清洗牵连被处决，1988年原工作单位改名为乔治·艾莱瓦噬菌体、微生物和病毒学研究所。